# Söderskogen
Söderskogen is een plaats in de gemeente Håbo in het landschap Uppland en de provincie Uppsala län in Zweden. De plaats heeft 363 inwoners (2005) en een oppervlakte van 60 hectare.